# Homing Head
Homing Head är en udde i Antarktis. Den ligger i Västantarktis. Argentina, Chile och Storbritannien gör anspråk på området.
Terrängen inåt land är huvudsakligen kuperad, men åt nordväst är den bergig. Havet är nära Homing Head åt nordväst. Trakten är obefolkad. Det finns inga samhällen i närheten.